# Russell-csoport
A Russell-csoport (angol: Russell Group) huszonnégy állami kutatóegyetem egyesülete az Egyesült Királyságban. A csoport székhelye Cambridge-ben található, és 1994-ben jött létre, hogy képviselje tagjainak érdekeit, elsősorban a kormány és a parlament előtt. 2007-ben jegyezték be. Tagjairól gyakran úgy tekintenek, mint az Egyesült Királyság legjobb egyetemeire.
2017-től a Russell-csoport tagjai az Egyesült Királyság összes egyetemi kutatási ösztöndíjának és szerződéses bevételének több mint háromnegyedét kapják. A Russell-csoport a londoni Russell Square-en található Hotel Russellben zajlott első informális találkozók helyszínéről kapta a nevét.
A Russell-csoportot gyakran nevezik Brit Borostyán Ligának (British Ivy League) vagy Európai Borostyán Ligának (European Ivy League).

## Története
A Russell Egyetemi Csoportot 1994-ben 17 brit kutatóegyetem hozta létre – Birmingham, Bristol, Cambridge, Edinburgh, Glasgow, Imperial College London, Leeds, Liverpool, London School of Economics, Manchester, Newcastle, Nottingham, Oxford, Sheffield, Southampton, University College London és Warwick, akik eredetileg a Hotel Russellben találkoztak, röviddel az Alkancellárok és Igazgatóságok Bizottságának (jelenleg Universities UK ) ülései előtt a közeli Tavistock Square-en, közel a Londoni Egyetem épületeihez, főleg a Senate House-hoz. Az 1960-as években alapított Warwicki Egyetem kivételével a csoport alapító tagjai az első világháború előtti egyetemek vagy egyetemi főiskolák voltak. 1998-ban a Cardiffi Egyetem és a King's College London csatlakozott a csoporthoz.
2005 decemberében bejelentették, hogy a Russell-csoport kinevezi első teljes munkaidős főigazgatóját működésének tervezett bővítésének eredményeként, beleértve saját szakpolitikai kutatásának megbízását és lebonyolítását. 2006 novemberében a Queen's University Belfast huszadik tagként csatlakozott a csoporthoz. Ugyanebben a hónapban Wendy Piatt, a miniszterelnök stratégiai részlegének akkori igazgatóhelyettese lett a csoport új főigazgatója és vezérigazgatója.
2012 márciusában bejelentették, hogy újabb négy egyetem – Durham, Exeter, Queen Mary University of London; és York – ugyanazon év augusztusában a Russell-csoport tagjai lesznek.

## Szervezet

### Vezetőség
A Russell-csoportot Tim Bradshaw vezérigazgató vezeti, elnöke pedig Chris Day, a Newcastle-i Egyetem alkancellárja. 
| Név              | Dátumok   | Intézmény  |
| ---------------- | --------- | ---------- |
| Colin Lucas      | 2000–2003 | Oxford     |
| Michael Sterling | 2003–2006 | Birmingham |
| Malcolm Grant    | 2006–2009 | UCL        |
| Michael Arthur   | 2009–2012 | Leeds      |
| David Eastwood   | 2012–2015 | Birmingham |
| David Greenaway  | 2015–2017 | Nottingham |
| Anton Muscatelli | 2017–2020 | Glasgow    |
| Nancy Rothwell   | 2020–2023 | Manchester |
| Chris Day        | 2023–2026 | Newcastle  |

## Tagjai
A Russell-csoportnak jelenleg huszonnégy tagja van, ebből húsz Angliából, kettő Skóciából, egy-egy pedig Walesből és Észak-Írországból. Az angol tagok közül öten nagy-londoniak; három a Yorkshire és Humber régióból; valamint két-két északkeleti, északnyugati, nyugat-közép-, délnyugati és délkeleti régióból; és egy-egy Kelet-Közép- és Kelet-Anglia régiójából. A Russell-csoport négy tagja a Londoni Egyetem főiskolája, az ötödik londoni intézmény, az Imperial College London pedig 2007-ig a Londoni Egyetem része volt.
| Egyetem                          | Csatlakozás éve | Hallgatók - Alapképzés (2021/22) | Hallgatók - Mesterképzés (2021/22) | Hallgatók - Összesen (2021/22) | Összes oktatók (2022/23) |
| -------------------------------- | --------------- | -------------------------------- | ---------------------------------- | ------------------------------ | ------------------------ |
| Birminghami Egyetem              | 1994            | 25,150                           | 12,840                             | 37,990                         | 3,195                    |
| Bristoli Egyetem                 | 1994            | 23,055                           | 8,425                              | 31,485                         | 2,830                    |
| Cambridge-i Egyetem              | 1994            | 13,645                           | 8,960                              | 22,610                         | 4,935                    |
| Cardiffi Egyetem                 | 1998            | 23,765                           | 10,220                             | 33,985                         | 2,540                    |
| Durhami Egyetem                  | 2012            | 17,395                           | 4,835                              | 22,230                         | 1,745                    |
| Edinburgh-i Egyetem              | 1994            | 26,000                           | 15,245                             | 41,250                         | 4,200                    |
| Exeteri Egyetem                  | 2012            | 23,755                           | 8,710                              | 32,465                         | 2,320                    |
| Glasgow-i Egyetem                | 1994            | 23,460                           | 19,520                             | 42,980                         | 3,155                    |
| Imperial College London          | 1994            | 11,740                           | 9,730                              | 21,470                         | 3,715                    |
| King’s College London‡           | 1998            | 23,225                           | 18,270                             | 41,490                         | 3,850                    |
| Leeds-i Egyetem                  | 1994            | 27,015                           | 10,175                             | 37,190                         | 3,040                    |
| Liverpooli Egyetem               | 1994            | 22,265                           | 6,415                              | 28,680                         | 2,440                    |
| London School of Economics‡      | 1994            | 5,575                            | 7,400                              | 12,975                         | 1,095                    |
| Manchesteri Egyetem              | 1994            | 30,900                           | 15,505                             | 46,410                         | 4,195                    |
| Newcastle-i Egyetem              | 1994            | 20,760                           | 6,520                              | 27,280                         | 2,525                    |
| University of Nottingham         | 1994            | 28,690                           | 8,570                              | 37,260                         | 2,870                    |
| Oxfordi Egyetem                  | 1994            | 15,685                           | 11,610                             | 27,290                         | 6,005                    |
| Queen Mary University of London‡ | 2012            | 17,430                           | 8,615                              | 26,045                         | 2,065                    |
| Queen's University Belfast       | 2006            | 17,970                           | 7,325                              | 25,295                         | 1,775                    |
| Sheffieldi Egyetem               | 1994            | 20,040                           | 10,820                             | 30,860                         | 2,855                    |
| Southamptoni Egyetem             | 1994            | 15,110                           | 8,685                              | 23,795                         | 2,060                    |
| University College London‡       | 1994            | 23,800                           | 23,030                             | 46,830                         | 6,460                    |
| Warwick                          | 1994            | 18,955                           | 9,870                              | 28,825                         | 2,270                    |
| York-i Egyetem                   | 2012            | 15,350                           | 8,070                              | 23,420                         | 1,810                    |

Megjegyzések:
‡ A Londoni Egyetem tagintézménye, amely saját diplomát ad ki
* Az értékelés mindhárom kategóriájában „Arany” minősítést ért el
 † Összességében „Ezüst” minősítést ért el, egy kategóriában „Bronz” minősítést kapott

## Rangsorok
2023-ban mind a nyolc brit egyetem az ARWU top 100-ban, a tizennyolc közül tizenhét a QS top 100-ban (a másik helyet a St Andrews-i Egyetem foglalja el), és a THE top 100-ban mind a tíz a Russell Group tagja. A Russell Group a Complete, a Guardian és a Times/Sunday Times top tízből hetet biztosít.
| Egyetem                         | ARWU 2023 (Nemzetközi) | QS 2024 (Nemzetközi) | THE 2024 (Nemzetközi) | Complete 2025 (Nemzeti) | Guardian 2024 (Nemzeti) | Times/Sunday Times 2024 (Nemzeti) |
| ------------------------------- | ---------------------- | -------------------- | --------------------- | ----------------------- | ----------------------- | --------------------------------- |
| Birminghami Egyetem             | 151–200                | 84                   | 101                   | 12                      | 37                      | 22                                |
| Bristoli Egyetem                | 88                     | 55                   | 81                    | 16                      | 17                      | 16                                |
| Cambridge-i Egyetem             | 4                      | 2                    | 5                     | 1                       | 3                       | 3                                 |
| Cardiff-i Egyetem               | 151–200                | 154=                 | 190                   | 27                      | 29                      | 25                                |
| Durhami Egyetem                 | 301–400                | 78                   | 174                   | 6                       | 7                       | 7                                 |
| Edinburgh-i Egyetem             | 38                     | 22                   | 30=                   | 15                      | 14                      | 13                                |
| Exeteri Egyetem                 | 151–200                | 153                  | 177=                  | 14                      | 18                      | 11                                |
| Glasgow-i Egyetem               | 101–150                | 76=                  | 87=                   | 29                      | 13                      | 12                                |
| Imperial College London         | 23                     | 6                    | 8                     | 5                       | 5                       | 5                                 |
| King's College London           | 59                     | 40                   | 38=                   | 24                      | 23                      | 27                                |
| Leeds-i Egyetem                 | 151–200                | 75                   | 129                   | 23                      | 27                      | 24                                |
| Liverpooli Egyetem              | 101–150                | 176=                 | 168=                  | 18=                     | 36                      | 29=                               |
| London School of Economics      | 151–200                | 45                   | 46                    | 3                       | 4                       | 4                                 |
| Manchesteri Egyetem             | 41                     | 32                   | 51                    | 22                      | 24                      | 23                                |
| Newcastle-i Egyetem             | 201–300                | 110                  | 168=                  | 26                      | 67                      | 37                                |
| Nottinghami Egyetem             | 101–150                | 100=                 | 130=                  | 30                      | 59                      | 32                                |
| Oxfordi Egyetem                 | 7                      | 3                    | 1                     | 2                       | 2                       | 2                                 |
| Queen Mary University of London | 201–300                | 145=                 | 135                   | 50                      | 73                      | 46                                |
| Queen's University Belfast      | 301–400                | 202                  | 201–250               | 25                      | 50                      | 31                                |
| Sheffieldi Egyetem              | 151–200                | 104                  | 105                   | 18=                     | 21                      | 18                                |
| Southamptoni Egyetem            | 151–200                | 81=                  | 97=                   | 20                      | 20                      | 17                                |
| University College London       | 17                     | 9                    | 22                    | 9                       | 8                       | 6                                 |
| Warwicki Egyetem                | 101–150                | 67                   | 106=                  | 10                      | 9                       | 9                                 |
| York-i Egyetem                  | 301–400                | 167                  | 147                   | 17                      | 19                      | 15                                |

### Felvételi arány
| University                      | Felvételi arány (%) |
| ------------------------------- | ------------------- |
| Birminghami Egyetem             | 65.4                |
| Bristoli Egyetem                | 58.0                |
| Cambridge-i Egyetem             | 24.4                |
| Cardiffi Egyetem                | 70.9                |
| Durhami Egyetem                 | 62.0                |
| Edinburgh-i Egyetem             | 37.4                |
| Exeteri Egyetem                 | 82.0                |
| Glasgow-i Egyetem               | 63.6                |
| Imperial College London         | 33.1                |
| King's College London           | 38.5                |
| Leeds-i Egyetem                 | 56.9                |
| Liverpooli Egyetem              | 72.1                |
| London School of Economics      | 20.6                |
| Manchesteri Egyetem             | 53.3                |
| Newcastle-i Egyetem             | 79.2                |
| Nottingham-i Egyetem            | 71.1                |
| Oxfordi Egyetem                 | 19.7                |
| Queen Mary University of London | 61.4                |
| Queen's University Belfast      | 70.7                |
| Sheffield-i Egyetem             | 75.3                |
| Southamptoni Egyetem            | 71.7                |
| University College London       | 27.0                |
| Warwicki Egyetem                | 62.7                |
| York-i Egyetem                  | 78.9                |

## Külső hivatkozások
- A Russell-csoport hivatalos honlapja